# Жакоб из Пон-Сен-Максанса
Жако́б из Пон-Сен-Максанса (фр. Jacob de Pont-Sainte-Maxence) — генеральный откупщик еврейских налогов во Франции в XIV веке.
Вместе с Манесье и его братом Виваном из Везуля Жакоб в 1360 году был назначен французским королём Карлом V на должность генерального откупщика налогов: с каждого еврея, вступавшего в пределы французского королевства, Жакоб взимал 14 флоринов, из которых два оставлял себе, а остальные уплачивал в казну.
В 1365 году между Жакобом и другим генеральным откупщиком Манесье произошёл крупный спор, ставший предметом рассмотрения парижского парламента, после долгих дебатов, высказавшегося в пользу Жакоба; Манесье был оштрафован.
В 1370 году оба еврейских чиновника (генеральные откупщики считались состоящими на службе у короля) помирились и обратились с просьбой к королю ввиду приближения праздника Пасхи (1372 год) разрешить им получить во временное пользование находившиеся в парижской Sainte-Chapelle еврейские книги.
Хотя король и не особенно благосклонно относился к своим двум еврейским подчинённым, он не отказал им в ходатайстве.